# Marie Bedřiška Hesensko-Kasselská
Marie Frederika Hesensko-Kasselská (14. září 1768 – 17. dubna 1839) byla německá šlechtična a sňatkem princezna a později vévodkyně anhaltsko-bernburská.
Narodila se jako první dítě/dcera ze tří potomků Viléma I. Hesenského a Karoliny Vilemíny Dánské.

## Život
29. listopadu 1794 se Marie Frederika provdala za Alexia Fridricha Kristiána Anhaltsko-Bernburského. Měli spolu čtyři děti, z nichž se dvě dožily dospělosti:
- 1. Kateřina Vilemína (1. 1. 1796 Kassel – 24. 2. 1796 tamtéž)[1]
- 2. Luisa Anhaltsko-Bernburská (30. 10. 1799 Ballenstedt – 9. 12. 1882 Düsseldorf)[2]
⚭ 1817 Fridrich Pruský (30. 10. 1794 Berlín – 27. 7. 1863 tamtéž)[3]
- 3. Fridrich Amadeus Anhaltsko-Bernburský (19. 4. 1801 Ballenstedt – 24. 5. 1801 tamtéž)[4]
- 4. Alexandr Karel Anhaltsko-Bernburský (2. 3. 1805 Ballenstedt – 19. 8. 1863 Hoym), vévoda anhaltsko-bernburský od roku 1834 až do své smrti[5]
⚭ 1834 Bedřiška Šlesvicko-Holštýnsko-Sonderbursko-Glücksburská (9. 10. 1811 Schleswig – 10. 7. 1902 Ballenstedt)[6]

Krátce po svatbě Marie Bedřiška vykazovala příznaky duševní nemoci (nemoc, kterou nakonec obě její přeživší děti zdědily), což vedlo k nejednotnosti bernburského dvora. 6. srpna 1817 se s manželem nakonec rozvedli.
Bývalá vévodkyně se tedy vrátila do své vlasti, Hanau. Po smrti byla 22. dubna 1839 pohřbena v Marienkirche v Hanau (pak v Reformovaném kostele).